# Praina cirphidia
Praina cirphidia là một loài bướm đêm trong họ Noctuidae.